# Дракар
Дракар (на норвежки: Drakkar, в древните скандинавски езици е означавало буквално кораб-дракон – от Drage – „дракон“ и Kar – „кораб“) е дървен викингски кораб.
Били са с размери между 35 и 60 м, с удължена и тясна конструкция, издигнати нос и кърма и снабдени с весла и висока мачта, на която се поставяло правоъгълно или квадратно ветрило. Почти пълната симетричност между носа и кърмата им позволявала да се движат еднакво добре както напред, така и назад без да се налага да се маневрира. Големите дракари разполагали с до 35 двойки весла и можели да развият скорост от 10 – 12 възела, което за такъв вид кораби представлявало истинско постижение.
Отличителна черта на дракарите е драконската глава на носа, но трябва да се отбележи, че според традициите на викингите драконската глава символизирала високия обществен статус на собственика на кораба, следователно такава глава можело да се поставя на всякакви плавателни съдове. Според обичая при приближаване на приятелски земи драконската глава се прибирала от носа, тъй като се вярвало, че тя е в състояние да разсърди или уплаши добрите духове.
Дракарите се изработвали от ясенови, дъбови или борови дървета, а ветрилата им се правели от дългата вълна на северноевропейските породи овце, която се обработвала с ланолин (масния слой, покриващ вълната) за предпазване на ветрилото от влагата. За изработването на ветрило от 90 кв. м били необходими около 2 тона овча вълна и много труд, поради което готовите ветрила били високо ценени и много скъпи.
Дракарите се използвали както за военни действия, така и за превоз на товари и за далечни плавания – именно на такива кораби викингите достигнали бреговете на Северна Америка, Гренландия и Исландия. Освен това поради плиткото си дъно били удобни за речно корабоплаване, а ниските им бордове ги правели почти незабележими сред морските вълни, благодарение на което били особено подходящи за маскировка и заблуда на противника до последния момент. На тези кораби било възможно да се поберат сравнително големи военни отряди – до 100 – 150 души, но това ставало винаги при преминаване на крайбрежни води като през нощта отрядите дебаркирали задължително на сушата.
В наши дни има запазени дракари в музеи в Норвегия и Дания.